# Hans Franck
Hans Franck, född 30 juli 1879 i Wittenburg, död 11 april 1964 i Schwerin, var en tysk författare.
Hans Franck var ursprungligen folkskollärare innan han 1911 med framgång debuterade som dramatisk författare med Herzog Heinrichs Heimkehr. Han arbetade därefter som lärare och senare dramaturg vid teaterhögskolan i Düsseldorf. Bland Francks produktion märks romanerna Das dritte Reich (1922), Minnerman (1926), Tor der Freundschaft (1929), Die richtige Mutter (1932), Eigene Erde (1933), Reise in die Ewigkeit (1934), Die Geschichte von den beiden gleichen Brüdern (1936), Annette (1937), Die Krone des Lebens (1939) och Das letzte Lied (1941) samt skådespelen Godiva (1919), Opfernacht (1921), Martha und Maria (1922), Geschlagen (1923), Kanzler und König (1926) och Ewige Ernte. Erntedankfestspiel (1933). Franck var även en uppskattad novellist med verk som Der Regenbogen (1927), Zeitenprisma (1932) och Totaliter aliter (1933).